# Radibor
Radibor (górnołuż. Radwor) – miejscowość i gmina w Niemczech, w kraju związkowym Saksonia, w okręgu administracyjnym Drezno, w powiecie Budziszyn, na Łużycach Górnych. Gmina liczy 3 117 mieszkańców (2023), większość z nich to Serbołużyczanie.
W Radworze urodzili się:
- Alojs Andricki
- Cyril Kola.